# 土佐市立蓮池小学校
土佐市立蓮池小学校（とさしりつ はすいけしょうがっこう）は、高知県土佐市にある公立小学校。

## 沿革
- 1883年(明治16年)12月1日 - 教育の進歩を賞し、文部省より三等奨励品授与
- 1896年(明治29年) - 町村合併により高岡町立蓮池小学校となる
- 1959年(昭和34年) - 町村合併により土佐市立蓮池小学校となる
- 1973年(昭和48年) - 校歌制定（田村忠之作詞　濱田正形作曲）
- 1981年(昭和56年)5月17日 - 新校舎落成式
- 1983年(昭和58年)4月27日 - 体育館落成式
- 1995年(平成7年)3月31日 - 音楽室・図書室増築落成

## 通学区域
- 土佐市小中学校区表（PDF：125KB）参照

## 進学先中学校
- 土佐市立高岡中学校

## 特徴
- 近くに城山がある。鎌倉時代ごろから戦国時代にかけて蓮池城があり、高岡郡高岡郷など四千貫を領していた大平氏の居城でした。

## 周辺
- 高知自動車道
- 国道56号